# Жети ата
Жети ата (каз. Жеті ата, кирг. Жети ата, «Семь отцов»; другое значение — «Семь предков»; также встречается вариант написания «Жеты ата») — система составления родословных (шежире) у казахов и киргизов, также и у башкир (ете быуын). Принцип «Жети ата» подразумевал обязательность знания имён своих предков по мужской линии до седьмого колена. Родственники вплоть до седьмого колена считались близкими и несли коллективную ответственность друг за друга; браки между ними запрещались во избежание кровосмешения.

## Термины
У большинства кочевых народов Евразии сформировалось и поддерживается в народной традиции правило семи поколений, по которому каждый человек должен был знать имена своих предков по мужской линии до седьмого колена. Помимо поддерживания единства кочевого рода, данная традиция определяла возможность или невозможность вступления в брак молодых людей — если они имели общих предков в пределах семи поколений, то такие браки были запрещены традициями, а позднее и законодательно. Народные традиции о семи поколениях продолжают поддерживаться среди монголов, бурят, башкир, казахов, киргизов, узбеков, кара-калпаков, татар Поволжья и других.

### Жети ата у казахов
С данной системой связана терминология родства у казахов, распространяющаяся до седьмого колена:

| Жети ата, потомки 1. Бала (каз. Бала) — сын, 2. Немере (каз. Немере) — внук по линии сына, 3. Шобере (каз. Шөбере) — правнук, 4. Шопшек (каз. Шөпшек) — праправнук, 5. Немене (каз. Немене) — прапраправнук, 6. Туажат (каз. Туажат) — прапрапраправнук (в редких случаях браки на этом уровне родства допускались), 7. Журежат (каз. Жүрежат) — прапрапрапраправнук (можно уже свободно заключать браки). | Жети ата, предки 1. Жети ата (каз. Жеті ата) — прапрапрапрапрадед, 2. Туп ата (каз. Түп ата) — прапрапрапрадед, 3. Тек ата (каз. Тек ата) — прапрапрадед, 4. Баба (каз. Баба) — прапрадед, 5. Аргы ата (каз. Арғы ата) — прадед, 6. Ата (каз. Ата) — дед, 7. Аке (каз. Әке) — отец. | Другие термины 1. Журагат (каз. Жұрағат) — дальние родственники, члены одного подрода, 2. Жекжат, куда-жекжат (каз. Жекжат, құда-жекжат) — сваты, не кровные родственники. | Жети аже, Семь бабушек (каз. Жеті әже), предки по женской линии 1. Жети аже (каз. Жеті әже) — прапрапрапрапрабабушка, 2. Туп аже (каз. Түп әже) — прапрапрапрабабушка, 3. Тек аже (каз. Тек әже) — прапрапрабабушка, 4. Баба аже (каз. Баба әже) — прапрабабушка, 5. Аргы аже (каз. Арғы әже) — прабабушка, 6. Нагашы аже (каз. Нағашы әже) — бабушка, 7. Шеше, ана (каз. Шеше, ана) — мать. |

| 1. Бала — дитя, ребенок. Балам — (мое) дитя, (мой) ребенок 2. Ейән, ейәнсәр — внук, внучка 3. Бүлә, бүләсәр — правнук, правнучка 4. Тыуа, тыуасар — праправнук, праправнучка 5. Тыуаят — прапраправнук, прапраправнучка 6. Һаратан — прапрапраправнук, прапрапраправнучка 7. Етеят — прапрапрапраправнук, прапрапрапраправнучка 8. Туңаяҡ — прапрапрапрапраправнук, прапрапрапрапраправнучка Дети у башкир 1. Бәпес, бәпәй — новорожденный ребенок, пока кормится грудью и не начнет ходить. 2. Сабый — малолетний ребенок. 3. Ҡыҙ — дочь. Ҡыҙым — (моя) дочь 4. Ул — сын. Улым — (мой) ребенок. Старинное название — уғыл, уғылым; улан, уланым. | Снизу вверх 1. Ата — отец 2. Чоң ата — дед 3. Баба — прадед 4. Буба — прапрадед 5. Кубар — прапрапрадед 6. Жото — прапрапрапрадед 7. Жете — прапрапрапрапрадед | Сверху вниз 1. Бала — сын 2. Небере — внук 3. Чөбөрө — правнук 4. Кыбыра — праправнук 5. Тыбыра — прапраправнук 6. Чүрпө — прапрапраправнук 7. Урпак — прапрапрапраправнук |

### Термины 7 поколений у каракалпаков
1. Бала — сын
2. Ақлық— внук
3. Шаулық— правнук
4. Қуулық— праправнук
5. Баулық— прапраправнук
6. Тоқлық— прапрапраправнук
7. Жатлық— прапрапрапраправнук

## Законы

### Запрет на близкородственные браки
Родственники до седьмого колена считались близкими с древних времён, однако браки между ними изначально не запрещались. Прямой запрет на близкородственные браки был введён Есим-ханом на рубеже XVI и XVII веков. Его указ гласил: «Если казахи, являясь родственниками друг другу, будут вступать в брак, то они приговариваются к смертной казни». Данная норма, запрещающая браки до седьмого колена по мужской линии, была закреплена в кодексах «Есима исконный путь» и «Жеты Жаргы». Лишь в исключительных случаях допускались браки в шестом колене. Однако этот запрет игнорировался казахскими чингизидами — торе и  родом қожа. 
Поскольку запрет на близкородственные браки до седьмого колена являлся нормой обычного, а не мусульманского права, после присоединения Казахстана к Российской империи запрет постепенно утратил строгость. В законе современного Казахстана также нет запрета брака до седьмого колена, но есть запрет между родными братьями и сёстрами.

### Образование нового рода
После появления в роду восьмого колена аксакалы этого рода объявляли другим окружающим родам о том, что прибавился ещё один род казахов, к девушкам которого можно свататься. Потом давалось разрешение на брак одного юноши и одной девушки, которые достигли совершеннолетия. На свадьбе резали белую кобылу, омывали молодожёнов её молоком и давали имя рода, а главы других родов провозглашали бата (благословение).

## Современность
В наши дни традиции Жети ата большое внимание уделяют кандасы и казахи, живущие за пределами Казахстана. Так, больше 70% казахов в Китае знают все семь своих поколений.
О семи поколениях своих предков информированы 59,6% от общего числа казахов, принявших участие в исследовании, в то время как достаточно большая часть – 40,6% не владеют этой информацией.

## Жети ата в культуре

### Пословицы
У казахов есть пословицы, связанные с Жети ата:
- «Жеті атасын білмеген жетесіз» (Кто не знает своих предков, тот является неучем);
- «Жеті атасын білген ұл жеті жұрттың қамын жер» (Кто знает имена своих предков, тот уважает свой народ)[12];
- «Жеті атасын білмеу – жетімдіктің белгісі» (Незнание семи предков — признак сиротства)[17];
- «Жеті ата шежіреңді біл, жетпіс елдің тілін біл» (Знай семь предков и язык семидесяти стран)[18].

Киргизские пословицы
- «Жети атасын билбеген жетелеме кул болот» («Кто не знает своих семерых предков, тот раб»)[19].

### В литературе
В поэме «Калкаман-Мамыр» Шакарима Кудайбердиева рассказывается о влюблённой паре, нарушившей запрет кровосмешения до седьмого колена.
В 2017 году вышла книга «Семь поколений восходящего родословия Владимира Владимировича Путина»

## Примеры
| Жети ата президента Казахстана (Старший жуз-Жалайыр-Күшік): 1. Касым-Жомарт (р. 1953), 2. Кемел (1923—1986), 3. Токай, 4. Болтай, 5. Кыдырбай, 6. Жолбарыс (1671—1761) , 7. Жылкыайдар . | Жети ата поэта Абая Кунанбаева (Средний жуз-Аргын-Тобыкты) 1. Абай (1845—1904), 2. Кунанбай (1804—1886), 3. Оскенбай (1778—1850), (каз.) 4. Иргизбай (1744—1785), (каз.) 5. Айдос, 6. Олжай, (каз.) 7. Айтек. | Жети ата офицера Шокана Валиханова (Аксуйек-Торе) 1. Чокан (1835—1865), 2. Чингиз Валиханов (1811—1895), 3. Вали-хан (1781—1819), 4. Абылай-хан (1711—1781), 5. Коркем Вали-султан (16?? — 1723), 6. Абылай хан Каншер (XVII век), 7. Вали бек султан. |